# Agdistis korana
Agdistis korana là một loài bướm đêm thuộc họ Pterophoridae. Nó được tìm thấy ở Kenya.